# Rick Fields
Rick Fields, né Frederick Douglas Fields (16 mai 1942, Queens - 6 juin 1999 Fairfax) est un journaliste, poète et spécialiste sur l'histoire du bouddhisme aux États-Unis.

## Biographie
Il a fréquenté la Andrew Jackson High School puis l'université Harvard dont il est expulsé en 1964, après une liaison illicite hors campus avec une étudiante du Radcliffe College,.
Après l'université, Fields rencontre Allen Ginsberg et le poète Gary Snyder à New York. Peu après, il s'installe en Californie et rejoint des centres zen de San Francisco et plus tard de Los Angeles.
Fields est journaliste dès en 1969 au Whole Earth Catalog. Il fonde le Loka Journal et devient rédacteur en chef du Vajradhatu Sun, renommé Shambhala Sun. Plus récemment, il a été rédacteur en chef du Yoga Journal et collaborateur du New Age Journal.
Il est aussi professeur à la Jack Kerouac School of Disembodied Poetics de l'Institut Naropa à Boulder, Colorado.
Il s'intéresse au bouddhisme tibétain dans les années 1970 et devient disciple de Chögyam Trungpa Rinpoché en  1973 et d'autres enseignants des écoles Kagyu et Nyingma.
Il meurt d'un cancer du poumon, selon Helen Tworkov, une amie et rédactrice en chef de Tricycle: The Buddhist Review, un magazine que Field a aidé à fonder en 1991 et pour lequel il a été rédacteur en chef.
Fields a écrit plusieurs livres, dont How the Swans Came to the Lake: A Narrative History of Buddhism in America (Shambhala, 1981).
Le livre retrace les origines du bouddhisme aux États-Unis depuis les cheminots chinois et les transcendantalistes américains comme Henry David Thoreau au milieu du XIXe siècle, jusqu'aux immigrants japonais sur la côte ouest au tournant du siècle, jusqu'à l'écrivain Alan Watts et les poètes de la Beat Generation comme Allen Ginsberg dans les années 1950, à la popularité massive du bouddhisme zen et à l'introduction du bouddhisme tibétain dans les années 1960 et 1970.
Dans une édition révisée publiée par Shambhala en 1991, un chapitre supplémentaire détaille la croissance rapide et l'élargissement de l'intérêt pour le bouddhisme dans les années 1980 et au début des années 1990.
Le livre le plus récent de Fields, publié en 1997 par Crooked Cloud Projects, est un recueil de poésie traitant de son cancer. Il a abordé le sujet d'un point de vue bouddhiste ces cinq dernières années. Dans une interview avec Helen Tworkov dans Tricycle en 1997 il déclare : « Je n'ai pas de maladie mortelle. Ma vie menace ma maladie, en ce sens qu'elle empêche la maladie de prendre le dessus. J'ai une vie qui menace la maladie. »

## Livres
- How the Swans Came to the Lake: A Narrative History of Buddhism in America (Shambhala, 1981)
- Code of the Warrior (HarperCollins, 1991),
- The Awakened Warrior (Tarcher, 1994),
- Chop Wood, Carry Water (Tarcher, 1984),
- The Turquoise Bee-Love: Poems of the Sixth Dalai Lama avec Brian Cutillo (HarperCollins, 1994)
- Instructions to the Cook, avec Bernard Glassman (Bell Tower, 1996).